# Château Campell
Le château Campell ou château Campì, appelé en allemand Burg Campell, est un château-fort situé sur le territoire de la commune grisonne de Sils im Domleschg, en Suisse.

## Histoire
On ne connaît pas l'origine exacte de ce château, ni sa date de construction. Il a probablement été érigé par la famille de Campell dont on ignore également pratiquement tout. En 1289, il est listé sur un répertoire du diocèse de Coire qui en prit le contrôle au début du XVe siècle et le confia en fief à différentes familles locales.
Situé au centre d'une clairière sur un éperon rocheux surplombant l'Albula, le château a été construit en plusieurs étapes jusqu'au XVIe siècle. Seul le donjon de 6 étages garda son caractère médiéval originel.
Du château, abandonné vers 1700 et qui va se délabrer progressivement au cours du XVIIIe siècle, ne subsiste plus guère que le donjon et quelques murs. L'ensemble est inscrit comme bien culturel d'importance nationale.

## Source
- (de) Cet article est partiellement ou en totalité issu de l’article de Wikipédia en allemand intitulé « Burg Campell » (voir la liste des auteurs).